# Eanfrith (Elmham)
Eanfrith († zwischen 758 und 781) war Bischof von Elmham. Er wurde zwischen 736 und 758 zum Bischof geweiht und trat sein Amt im selben Zeitraum an. Er starb zwischen 758 und 781.